# NGC 431
NGC 431 là một thiên hà dạng hạt đậu thuộc loại SB0 nằm trong chòm sao Tiên Nữ. Nó được phát hiện vào ngày 22 tháng 11 năm 1827 bởi John Herschel. Nó được Dreyer mô tả là "giữa mờ nhạt, nhỏ bé, rất đột ngột sáng hơn." 